# Ахангар, Парвина
Парвина Ахангар (род. около 1960, Сринагар) — основательница и председатель Ассоциации родителей пропавших без вести (APDP) в штате Джамму и Кашмир.
В 2017 году она получила премию Рафто за права человека за «протесты против насильственных исчезновений» и за требование справедливости для жертв насилия в Джамму и Кашмире. Она была названа одной из 100 женщин BBC, списка 100 вдохновляющих и влиятельных женщин со всего мира на 2019 год.
Парвину называют «железной леди Кашмира». Она была номинирована индийским медиа-каналом CNN IBN на награду, которую она отвергла из-за лживого подхода индийских СМИ к боли и трагедиям кашмирцев.

## Ассоциация родителей пропавших без вести
Парвина основала в 1994 году «Ассоциацию родителей пропавших без вести» для оказания поддержки и мобилизации членов семей лиц, пропавших без вести в результате насильственных исчезновений, а также для оказания давления на правительство Индии с целью расследования примерно 8-10 000 случаев недобровольных исчезновений в Кашмире. Организация входит в состав Азиатской федерации против недобровольных исчезновений.
Парвина Ахангар представляла деятельность APDP на Филиппинах (2000), в Таиланде (2003), Индонезии (2005), Чиангмае (2006), Женеве (2008), Камбодже (2009) и Лондоне (2014), где выступила в Вестминстерском университете.